# Lípa v Krásném Lese (u Čmuchálků)
Lípa v Krásném Lese (u Čmuchálků) je památný strom rostoucí v Krásném Lese, obci na severu České republiky, ve Frýdlantském výběžku Libereckého kraje.

## Poloha a historie
Strom roste na východní straně obce, v místech, kde Krásný Les plynule přechází do sousední Dolní Řasnice. Jižně od stromu se nachází místní účelová komunikace rovnoběžná s hlavním silničním tahem procházejícím obcí, silnicí číslo III/2911. Po zmíněné místní komunikaci je navíc trasována cyklotrasa číslo 3059. Severním směrem od stromu se nachází dům číslo popisné 81 s autodílnou. O prohlášení lípy za památnou rozhodl městský úřad ve Frýdlantě, jenž 27. května 1994 vydal příslušný dokument, který nabyl účinnosti 26. června 1994.

## Popis
Památný strom je lípa malolistá (Tilia cordata) mající devatenáctimetrovou výšku. Obvod jejího kmene činí 350 centimetrů. Při vyhlašování stromu za památný bylo zároveň v jeho okolí definováno ochranné pásmo, které odpovídá zákonným požadavkům na ně kladené.